# سفيان لوكار
سفيان لوكار (1991 - 25 ديسمبر 2021) لاعب كرة قدم جزائري سابق، لعب في نادي مولودية سعيدة.

## وفاته
توفي يوم السبت 21 جمادى الأولى 1443 هجريًّا، الموافق 25 ديسمبر 2021 ميلاديًّا، أثناء لقاء فريقه مع فريق جمعية وهران على ملعب الحبيب بوعقل، حيث تعرض لإصابة في الرأس إثر اصطدامه مع أحد اللاعبين، وبعد تلقيه الإسعافات الأولية عاد إلى أرضية الملعب ليستأنف اللعب إلا أنه تعرض لأزمة قلبية حادة توفيَ على أثرها.
وقد نعاه الاتحاد الجزائري لكرة القدم في بيان عبر موقعه الرسمي جاء فيه: «بقلوب خاشعة، راضية بقضاء الله وقدره، تلقينا بحزن عميق نبأ وفاة المغفور له بإذن الله، قائد نادي مولودية سعيدة، سفيان لوكار، وذلك خلال المباراة التي جمعت فريقه بنادي جمعية وهران، بملعب الحبيب بوعقال».